# Les Ametlles
Les Ametlles és un indret dels termes municipals de Talarn i Tremp, a l'enclavament de Claret, al Pallars Jussà. La part majoritària, però, és dins del terme municipal de Talarn.
Està situat al sud-est del poble de Claret i de la carretera C-1311, a llevant de los Seixos i de les Comes, a l'esquerra del barranc de Palau.